# روبن ريبيرو
روبن تياغو رودريغيز ريبيرو (بالبرتغالية: Rúben Tiago Rodrigues Ribeiro) (مواليد 1 أغسطس 1987 في بورتو - البرتغالي) لاعب كرة قدم برتغالي في مركز صانع الألعاب .

## وصلات خارجية
- روبن ريبيرو على موقع قاعدة بيانات كرة القدم.إي يو (الإنجليزية)
- روبن ريبيرو على موقع Soccerway.com (الإنجليزية)
- روبن ريبيرو على موقع AS.com (الإسبانية)